# Армейский генерал (Франция)
Армейский генерал (фр. Général d'armée) — должностное воинское звание в Сухопутных войсках Франции, ВКС Франции и Национальной жандармерии Франции. Соответствует званию «Адмирал» в ВМС Франции. Является «четырёхзвездным» званием (по применяемой в НАТО кодировке — OF-9).
Формально данное звание — следующее по рангу после звания Маршал Франции, но ему не подчиняющееся.

## Особенности Франции
Официально это «ранг и именование» (rang et appellation) дивизионных генералов, занимающих высшие командные должности (начальника Штаба армий (Генштаба), начальника личного военного штаба президента Франции, начальника штаба сухопутных войск, генерального директора национальной жандармерии и т. п.), но не воинское звание (grade militaire).
Знак отличия — пять звёздочек на погонах.
Командующий Парижским военным округом имеет шесть звёздочек на погонах, независимо от звания, которое он носит.
В ВВС Франции соответствует званию армейский генерал ВВС (фр. General d’Armee Aerienne), в ВМС — Адмирал (фр. Amiral).